# Fonk Recordings
Fonk Recordings es un subsello discográfico proveniente de Spinnin Records fundado por Dannic el 13 de octubre de 2015. El primer lanzamiento del sello fue "Funky Time" por Dannic y HIIO.
La música se dará a conoocer bajo el nombre de la etiqueta en el año 2016. La etiqueta lleva el nombre su pista Fonk en el año 2015, que fue lanzado bajo la etiqueta de su mejor amigo Hardwell.

## Historia
Después de irrumpir en la música electrónica en el año 2011 y alcanzar el rango #26 en el DJ Mag Dannic anunció la creación de su sello el 13 de octubre de 2015.
“Me gusta mucho ayudar a los productores más pequeños tanto con su masterización, y ofreciendo consejos de producción en general para que puedan terminar sus pistas. A lo largo de los años he estado trabajando con algunos talentos y ahora estoy en la posición de empujar y darles una plataforma.”  'Dannic, propietario de Fonk Recordings'

## Artistas
- Amersy
- Boothed
- Corey James
- Dana Jasmine
- Dannic
- HIIO
- Holl & Rush
- Jayden Jaxx
- Kamo
- LoaX
- M35
- Math Sunshine
- Pessto
- Tim van Werd
- Tom & Jame
- Vion Konger
- We AM
- Will K

## Discografía

### Lanzamientos
| Artista                                      | Título                     | Tipo     | Fecha      | Catálogo      | Notas |   |
| -------------------------------------------- | -------------------------- | -------- | ---------- | ------------- | --- | - |
| Dannic & HIIO                                | Funky Time                 | Sencillo | 15/02/2016 | FNK001        | - |   |
| M35 & Vion Konger                            | Outbreak                   | Sencillo | 14/03/2016 | FNK002        | - |   |
| We AM                                        | Make It Go                 | Sencillo | 11/04/2016 | FNK003        | Dannic Edit |   |
| Dannic & Amersy                              | Lights Out                 | Sencillo | 09/05/2016 | FNK004        | - |   |
| Tom & Jame                                   | Hold Up                    | Sencillo | 06/06/2016 | FNK005        | - |   |
| Pessto                                       | Masego                     | Sencillo | 04/07/2016 | FNK006        | - |   |
| Dannic presents Fonk                         | The Summer EP              | EP       | 22/07/2016 | FNK007        | Tracklist: Danna Jasmine - What U Feel, We AM - Primary, Jayden Jaxx & LoaX - Tango, Kamo & Math Sunshine - Womboo                                                                             |   |
| Holl & Rush                                  | Pheromones                 | Sencillo | 01/08/2016 | FNK008        | Dannic Edit |   |
| Will K & Corey James                         | LMSY (Let Me See You)      | Sencillo | 05/09/2016 | FNK009        | - |   |
| Dannic vs. Merk & Kremont feat. Duane Harden | Music                      | Sencillo | 03/10/2016 | FNK010        | - |   |
| Teamworx & Thomas Feelman                    | Whisper                    | Sencillo | 07/11/2016 | FNK011        | - |   |
| Dannic & WE AM                               | Move                       | Sencillo | 05/12/2016 | FNK012        | - |   |
| LoaX & Jayden Jaxx                           | Wildwood                   | Sencillo | 24/12/2016 | Free Download | - |   |
| Dazepark                                     | Rift                       | Sencillo | 09/01/2017 | FNK013        | - |   |
| Sebjak & WILL K                              | Smoke                      | Sencillo | 06/02/2017 | FNK014        | - |   |
| Dannic                                       | Fonk It Up                 | Sencillo | 06/03/2017 | FNK015        | - |   |
| Dannic Presents Fonk                         | The Miami Ep               | EP       | 20/03/2017 | FNK016        | Tracklist: Mark Martins - Feelings, Wyne - Poison, LoaX - Fade, We AM & Dirty Ducks - Kingdom                                                                                                  |   |
| USAI & Dirty Ducks                           | Like This                  | Sencillo | 03/04/2017 | FNK017        | - |   |
| Dannic & Promise Land                        | House It (For The Love Of) | Sencillo | 01/05/2017 | FNK018        | - |   |
| Le Shuuk & Switch Off                        | All In My Head             | Sencillo | 05/06/2017 | FNK019        | - |   |
| Holl & Rush                                  | The Witch Doctor           | Sencillo | 03/07/2017 | FNK020        | - |   |
| Dannic Presents Fonk                         | The Summer Ep 2017         | EP       | 31/07/2017 | FNK021        | Tracklist: Antoine Clamaran & Tristan Garner - Cancún Paradise (Tom Tyger Rework), Pessto - Bamo, Sunstars - Lights, Tim van Werd & Justin Strikes - La Palma                                  |   |
| Rayven & Valexx                              | Old School                 | Sencillo | 21/08/2017 | FNK022        | Dannic Edit | - |
| Dannic                                       | Rockin                     | Sencillo | 25/09/2017 | FNK023        | - |   |
| Dannic Presents Fonk                         | ADE 2017                   | EP       | 16/10/2017 | FNK024        | Tracklist: Promise Land - 3-Angle, Pessto - Love, Mark Noise & KEVS]] - The Flow, We AM & Boothed - Buckaroo, Kuaigon, Yeary & VITIZE - UP                                                     |   |
| WILL K & JEBU                                | Elephant Rage              | Sencillo | 27/11/2017 | FNK025        | - |   |
| Dannic Presents Fonk                         | Christmas Ep               | EP       | 22/12/2017 | Free Download | Tracklist: Dannic & Pessto - All The Things, LoaX - Fuego, Dirty Ducks & Notalike - Obsession, David Stellar x BWESS - Bring The House Down, MorganJ & Boothed feat. Max Landry - On The Floor |   |
| Tom & Jame, We AM                            | Zone                       | Sencillo | 20/03/2018 | FNK028        | - |   |
| Dannic & Teamworx                            | NRG                        | Sencillo | 17/04/2018 | FNK029        | - |   |
| WILL K                                       | Animal Pop                 | Sencillo | 07/05/2018 | FNK030        | - |   |
| Dannic x Rob & Jack                          | Bring Di Fire              | Sencillo | 04/06/2018 | FNK031        | - |   |
| Dannic                                       | Clash                      | Sencillo | 06/08/2018 | FNK032        | - |   |
| Le Shuuk & Switch Off                        | Everything I Said          | Sencillo | 03/09/2018 | FNK033        | - |   |
| Dannic x Rob & Jack                          | Bring Di Fire              | Sencillo | 27/09/2018 | Extended      | Vybell Remix | - |
| Dannic & Thomas Newson                       | No More                    | Sencillo | 01/10/2018 | FNK035        | - |   |
| Dannic Presents Fonk                         | ADE 2018                   | Ep       | 17/08/2018 | FNK034        | Tracklist: Dannic vs HunterSynth - Higher, Antonie Delvig & Boothed - Alive, Crime Zcene - Tribal, BORA & Danny Ores - Trippin, Drop Departament & Dave Crusher - Saxofunk                     |   |
| Dirty Ducks & Boothed                        | I Only Wanna               | Sencillo | 05/11/2018 | FNK036        | - |   |
| Pessto                                       | Digibomb                   | Sencillo | 03/12/2018 | FNK037        | - |   |
| Dannic Presents                              | The New Year               | Ep       | 04/01/2019 | FNK038        | Tracklist: Sicks & Maximals - Modem, Notalike vs Alex & Mark - Turnin, We AM & Window - Alerts, Wyne x MWRS - Blow                                                                             |   |
| Dannic                                       | Puma                       | Sencillo | 11/01/2019 | Free Download | - |   |
| Swanky Tunes                                 | Big Love To The Bass       | Sencillo | 07/01/2019 | FNK039        | - |   |
| LoaX                                         | Ritual                     | Sencillo | 18/02/2019 | FNK040        | - |   |
| Tim van Werd                                 | Dance All Night            | Sencillo | 11/03/2019 | FNK041        | - |   |
| Rob & Jack                                   | I Got U                    | Sencillo | 22/04/2019 | FNK042        | - |   |
| FLEXX & VÄHN                                 | Trompeta                   | Sencillo | 27/05/2019 | FNK046        | - |   |
| Dannic                                       | Whip                       | Sencillo | 17/06/2019 | FNK047        | - |   |
| Dannic Presents                              | The Summer 2019            | Ep       | 08/07/2019 | FNK045        | Tracklist: Trace - House Of Funk, Kristianex vs Azooland - Break It Down, Kitone - 2Nite, Dirty Ducks - Feeling                                                                                |   |
| Dannic & Bougenvilla                         | Ctrl Alt Del               | Sencillo | 22/07/2019 | FNK043        | - |   |
| Notalike & We AM                             | Do It Again                | Sencillo | 05/08/2019 | FNK044        | - |   |
| Raven & Kreyn                                | Tear It                    | Sencillo | 16/09/2019 | FNK050        | - |   |
| Dannic & Teamworx                            | Bump N Roll                | Sencillo | 23/09/2019 | FNK051        | - |   |
| Dannic & Graham Swift                        | True Champion              | Sencillo | 11/10/2019 | FNK052        | - |   |
| WYNE                                         | Losing Myself              | Sencillo | 25/11/2019 | FNK053        | Dannic Edit | - |
| Dannic X Tom & Jame                          | Rock Right Now             | Sencillo | 27/01/2020 | FNK054        | - |   |

### Recopilación de álbumes
| Nombre               | Tipo        | Fecha      | Catálogo  |
| -------------------- | ----------- | ---------- | --------- |
| Dannic Presents Fonk | Compilation | 11/03/2016 | FNKSP001B |